# La Reine morte (film, 1944)
Pour les articles homonymes, voir La Reine morte (homonymie).
Pour plus de détails, voir Fiche technique et Distribution.
La Reine morte (titre portugais : Inês de Castro ; titre espagnol : Inés de Castro) est un film luso-espagnol réalisé par José Leitão de Barros, sorti en 1944.
Ce long métrage en noir et blanc s'inspire librement de l'histoire du roi de Portugal Alphonse IV, de son fils Pierre et de sa bru Inés de Castro, d'après le poème A Paixão de Pedro o Cru, d'Afonso Lopes Vieira.

## Synopsis
Dans le royaume du Portugal, au XIVe siècle, Pierre (Dom Pedro), fils du roi Alphonse IV (Afonso IV), doit épouser pour des raisons diplomatiques la princesse castillane Constance (Constança) et finit par tomber amoureux d'Inès (Inês), amie de sa femme. Lorsque cette dernière meurt, les deux amants peuvent officialiser leur amour ; mais le roi considère cette union inopportune et fait assassiner Inès, suscitant la colère de Pierre qui décide de prendre les armes contre son père, etc.

## Fiche technique
- Titre original : Inês de Castro (Portugal) / Inés de Castro (Espagne)
- Pays d'origine :  Portugal /  Espagne
- Année : 1944
- Réalisation : José Leitão de Barros
- Scénario : Manuel Augusto García Viñolas, Ricardo del Mazo avec l'aide de Manuel Machado d'après le poème d'Afonso Lopes Vieira
- Directeur de la photographie : Enrique Guerner (en)
- Effets visuels : José María Moreno
- Montage : Juan J. Doria, Jacques Saint-Léonard
- Musique : José Muñoz Molleda (en)
- Costumes : Humberto Cornejo
- Décor : Pierre Schild, Antonio Simont
- Société de production : Filmes Lumiar (Portugal), Faro Producciones Cinematográficas (Espagne)
- Société de distribution : Filmes Lumiar, Filmsonor (France)
- Langue : portugais / espagnol
- Format : Noir et blanc – 1,37:1 – 35 mm – Mono
- Genre : Film dramatique historique
- Durée : 110 minutes (Portugal) ; 92 minutes (Espagne)
- Dates de sortie :
  - Espagne : 28 décembre 1944
  - Portugal : 9 avril 1945
  - France : 25 février 1948
  - Allemagne (RFA) : 2 novembre 1951

- Autres titres connus :
  -  Espagne : Inés de Castro
  -  Portugal : Inês de Castro
  -  Allemagne : Die tote Königin
  -  Italie : Don Pedro il crudele

## Distribution
- Antonio Vilar : Dom Pedro
- Alicia Palacios : Inês de Castro
- María Dolores Pradera : Constança
- Erico Braga : Afonso IV de Portugal
- Raul de Carvalho (pt) : Diogo Lopes Pacheco
- João Villaret : le bouffon
- Gregorio Beorlegui : Pero Coelho (pt)
- Alfredo Ruas : Álvaro Gonçalves
- Antonio Casas : Álvaro de Castro
- Ramón Martori	: Fernando de Castro
- Ricardo del Mazo : Ayres
- Aníbal Vela (es) : Infante Dom João Manuel
- Carlos López Silva
- Antonia Plana